# میدان الله
میدان الله که به نام میدان گل سرخ نیز شناخته می‌شود، یک میدان در شیراز است که در تقاطع بلوار مدرس، بلوار خلیج فارس، بلوار شیرودی و بلوار دکتر شاهچراغی قرار دارد. فرودگاه بین‌المللی شهید دستغیب شیراز در نزدیکی این میدان قرار دارد.

## ترابری

### خیابان‌ها
- بزرگراه خلیج فارس
- بلوار مدرس
- بلوار شیرودی
- بلوار دکتر شاهچراغی

### اتوبوسرانی
- خط ۱۰

### مترو
- ایستگاه متروی شهید دستغیب